# سعدآباد (شاهرود)
سعدآباد دهی از دهستان زیر استاق بخش مرکزی، در فاصلهٔ ۱۰ کیلومتری شرق شهر شاهرود است.
کوه میرزا خور در شرق آن، کوه جعفر خان در جنوب شرقی روستا، کوه شکسته حسین‌آباد و تپه سم قلیچ در جنوب و جنوب غربی آن قرار دارد.
رودخانه فصلی حصار در شمال آبادی ست.
آبادی داری دو قلعه قدیمی می‌باشد.
آب روستا از دو رشته قنات (قنات سعد آباد که مبدأ آن خیابان امیریه و مظهر آن نزدیک آسیاب سعدآباد است. دارای شعبات فرعی،
بابا نوح، کلاته نو، و خواجه نا است.
که به قنات خواجنا معروف می‌باشد) است.
عمده محصولات آن غلات، ارزن، انواع میوه جات و صیفی و زعفران است. (از فرهنگ جغرافیایی ایران ج ۳)